# Мартин Емилов Костадинов (футболист, р.1999 г.)
Мартин Емилов Костадинов е български футболист, защитник, състезател на ФК Сливнишки герой (Сливница). Футболист на годината на Сливнишки герой за 2022 година.

## Кратка спортна биография
Костадинов е роден в София през 1999 година. От ранна възраст започва да тренира футбол в ДЮШ на ПФК Левски (София). С елитната формация на отбора има записани 25 мача. През 2018 година напуска Левски в посока ФК Сливнишки герой, като на 1 юли 2020 г. подписва с клуба и оттогава е неизменна част от отбора.
От октомври 2022 до януари 2023 г. е капитан на отбора на ФК Сливнишки герой.